# Биг Флатс Ерпорт (Њујорк)
Биг Флатс Ерпорт (енгл. Big Flats Airport) град је у америчкој савезној држави Њујорк.

## Демографија
По попису из 2000. године број становника је 2.184.
| Група             | 2000.         | 2010.    |
| Белци             | 2.102 (96,2%) | 0 (0,0%) |
| Афроамериканци    | 29 (1,3%)     | 0 (0,0%) |
| Азијати           | 32 (1,5%)     | 0 (0,0%) |
| Хиспаноамериканци | 6 (0,3%)      | 0 (0,0%) |
| Укупно            | 2.184         | 0        |